# Cantonul Morestel
Cantonul Morestel este un canton din arondismentul La Tour-du-Pin, departamentul Isère, regiunea Rhône-Alpes, Franța.

## Comune
- Arandon
- Les Avenières
- Le Bouchage
- Bouvesse-Quirieu
- Brangues
- Charette
- Courtenay
- Creys-Mépieu
- Montalieu-Vercieu
- Morestel (reședință)
- Passins
- Porcieu-Amblagnieu
- Saint-Sorlin-de-Morestel
- Saint-Victor-de-Morestel
- Sermérieu
- Vasselin
- Veyrins-Thuellin
- Vézeronce-Curtin